# Trevor Bryce
Trevor Robert Bryce (nascut el 1940) és un hititòleg australià especialitzat en la història antiga i clàssica d'Orient Pròxim. Està semi-retirat i viu a Brisbane.
El seu llibre, The Kingdom of the Hittites ('El regne dels hitites'), és força popular entre els lectors de parla anglesa des que l'estudi dels hitites ha estat dominat per les obres de la literatura alemanya. Una nova edició millorada i actualitzada d'aquest popular llibre, amb 90 pàgines addicionals, va ser publicat el 2005 pel professor Bryce. Bryce és professor a l'Escola d'Història, Filosofia, Religió, i Antiguitat Clàssica a la Universitat de Queensland.

## Família
Té dos fills i cinc nets. El seu fill és un metge molt aclamat que ha produït documentals relacionats amb la salut dels aborígens australians mèdica.

## Premis i eleccions professionals
- 1989: Membre de l'Acadèmia Australiana d'Humanitats
- 2001 Medalla del Centenari
- 2010 Doctor en Lletres per la Universitat de Queensland.

## Obres selectes
- Bryce, Trevor. The Major Historical Texts of Early Hittite History.  St Lucia, Queensland: Universitat de Queensland, 1983, p. 178. ISBN 9780867761221. OCLC 27112912 [Consulta: 15 gener 2013].
- Bryce, Trevor. The Parting Mists of Ancient Anatolia.  Armidale, New South Wales: Universitat de Nova Anglaterra (Austràlia), 1986, p. 28. ISBN 9780858346093. OCLC 29017190 [Consulta: 15 gener 2013].
- Bryce, Trevor. The Lycians in Literary and Epigraphic Sources. 1.  Copenhagen: Museum Tusculanum Press, 1986, p. 273. ISBN 9788772890234. OCLC 19846329 [Consulta: 15 gener 2013].
- Bryce, Trevor; Jan Zahle. The Lycians: A Study of Lycian History and Civilisation to the Conquest of Alexander the Great.  Copenhagen: Museum Tusculanum Press, 1986. ISBN 9788772890234. OCLC 15541012 [Consulta: 15 gener 2013].
- Bryce, Trevor. The Kingdom of the Hittites.  Oxford: Oxford University Press, 1999, p. 464. ISBN 9780199240104. OCLC 264593433 [Consulta: 15 gener 2013].
- Bryce, Trevor. Life and Society in the Hittite World.  Oxford: Oxford University Press, 2002, p. 312. ISBN 9780199241705. OCLC 49518946 [Consulta: 15 gener 2013].
- Bryce, Trevor. Letters of the Great Kings of the Ancient Near East: The Royal Correspondence of the late Bronze Age.  Londres: Routledge, 2003, p. 253. ISBN 9780415258579. OCLC 52159937 [Consulta: 15 gener 2013].
- Bryce, Trevor. The Trojans and their Neighbours.  Londres: Routledge, 2006, p. 225. ISBN 9780203695340. OCLC 68709825 [Consulta: 15 gener 2013].
- Bryce, Trevor; Adam Hook. Hittite Warrior.  Oxford: Osprey Publishing, 2007, p. 64. ISBN 9781846030819. OCLC 137222181 [Consulta: 15 gener 2013].[Enllaç no actiu]
- Bryce, Trevor [et al.].. The Routledge Handbook of the Peoples and Places of Ancient Western Asia: From the Early Bronze Age to the Fall of the Persian Empire.  Londres: Routledge, 2009, p. 887. ISBN 9780415394857. OCLC 289096010 [Consulta: 15 gener 2013].
- Bryce, Trevor. The World of the Neo-Hittite Kingdoms: A Political and Military History.  Oxford: Oxford University Press, 2012, p. 356. ISBN 9780199218721. OCLC 757930804 [Consulta: 15 gener 2013].